# Fijewo (gromada w powiecie nowomiejskim)
Fijewo – dawna gromada, czyli najmniejsza jednostka podziału terytorialnego Polskiej Rzeczypospolitej Ludowej w latach 1954–1972.
Gromady, z gromadzkimi radami narodowymi (GRN) jako organami władzy najniższego stopnia na wsi, funkcjonowały od reformy reorganizującej administrację wiejską przeprowadzonej jesienią 1954 do momentu ich zniesienia z dniem 1 stycznia 1973, tym samym wypierając organizację gminną w latach 1954–1972.
Gromadę Fijewo z siedzibą GRN w Fijewie utworzono – jako jedną z 8759 gromad na obszarze Polski – w powiecie nowomiejskim w woj. olsztyńskim na mocy uchwały nr 20 WRN w Olsztynie z dnia 4 października 1954. W skład jednostki weszły obszary dotychczasowych gromad Fijewo, Tuszewo i Mortęgi ze zniesionej gminy Lubawa-wieś w tymże powiecie. Dla gromady ustalono 10 członków gromadzkiej rady narodowej.
31 grudnia 1961 do gromady Fijewo włączono wsie Złotowo i Lubstyn ze zniesionej gromady Złotowo oraz wsie Byszwałd, Raczek i Losy ze zniesionej gromady Byszwałd w tymże powiecie.
22 grudnia 1971 do gromady Fijewo włączono obszar zniesionej gromady Sampława w tymże powiecie.
Gromada przetrwała do końca 1972 roku, czyli do kolejnej reformy gminnej.